# Лури, Элисон
Элисон Лури (англ. Alison Lurie, 3 сентября 1926[…], Чикаго, Иллинойс — 3 декабря 2020, Итака, Нью-Йорк) — американская писательница и академик. Она получила Пулитцеровскую премию в области художественной литературы за свой роман «Иностранные дела» 1984 года. Хотя она более известна по произведениям художественной литературы, она написала множество научно-популярных книг и статей, особенно о детской литературе и семиотике одежды.

## Биография
Элисон Стюарт Лури родилась 3 сентября 1926 года в Чикаго и выросла в Уайт-Плейнс, штат Нью-Йорк, США. Её отец Гарри Лоуренс Лури был социологом, а мать Бернис Лури (урождённая Стюарт) была журналисткой и книжным критиком. Её отец родился в Латвии, а мать родилась в Шотландии. Её отец был первым исполнительным директором Национального совета еврейских федераций и благотворительных фондов. Из-за осложнений, связанных с родоразрешением щипцами, она родилась глухой на одно ухо и с повреждением лицевых мышц. Она училась в школе-интернате в Дериане, штат Коннектикут, и окончила колледж Рэдклифф в 1947 году со степенью бакалавра истории и литературы.
Лури встретила литературоведа Джонатана Пила Бишопа, когда училась в колледже, и они поженились в 1948 году. Позже Бишоп преподавал в Амхерст-колледже и Корнеллском университете, и Лури переехала вместе с ним. У них было трое сыновей; пара развелась в 1984 году. Затем она вышла замуж за писателя Эдварда Хауэра. Элисон проводила часть своего времени в Лондоне, часть на Итаке и часть в Ки-Уэсте, Флорида.
В 1970 году Лури начала преподавать на факультете английского языка в Корнеллском университете. Она преподавала детскую литературу и писательское мастерство. В 1976 году она была назначена профессором американской литературы Ф. Дж. Уитона в Корнеллском университете, а после выхода на пенсию — почётным профессором. В 1981 году она опубликовала научно-популярную книгу «Язык одежды» о семиотике одежды. Её обсуждение в «Языке одежды» сравнивают с «Системой моды» Ролана Барта (1985).
Лури умерла естественной смертью, находясь в хосписе в Итаке, штат Нью-Йорк, 3 декабря 2020 года в возрасте 94 лет.

## Темы творчества
В романах Лури в главных ролях часто фигурировали профессора, и действие часто происходило в академических учреждениях. С их лёгкими штрихами и акцентом на изображении эмоций хорошо образованных прелюбодеев её работы больше похожи на некоторых британских авторов XX века (таких как Кингсли Эмис и Дэвид Лодж), чем на крупных американских авторов её поколения. В профиле Лури 2003 года, оформленном как обзор её книги «Мальчики и девочки навсегда», критического труда, отмечалось, что работы Лури часто представляют собой «остроумные и проницательные комедии нравов». Лури отметила, что её писательство было основано на «желании посмеяться над вещами».
Литературный критик Джон У. Олдридж дал неоднозначную оценку творчеству Лури в «Американском романе и том, как мы живём сейчас» (1983). Он отмечает, что работа Лури «имеет сатирическую окраску, которая, когда она не используется для устранения очевидного, часто потрошит», но также отмечает, что «в её увлечённости опытом есть… что-то хромое и покалеченное».
Хотя Элисон более известна как писательница художественной литературы, она написала множество научно-популярных книг и статей, особенно о детской литературе и семиотике одежды.

### Романы
- Love and Friendship (1962)[10]
- The Nowhere City (1966)[23]
- Imaginary Friends (1967)[10]
- Real People (1969)[10]
- Война между Тейтами[англ.] (1974)[10]
- Only Children (1979)[10]
- Иностранные дела[англ.] (1984)[10]
- The Truth About Lorin Jones (1988)[10]
- Women and Ghosts (1994)[10]
- The Last Resort (1998)[10]
- Truth and Consequences (2005)[24]

### Детская литература
- The Oxford Book of Modern Fairy Tales (1975)[25]
- Clever Gretchen and Other Forgotten Folktales (1980)[10]
- Fabulous Beasts[25]
- The Heavenly Zoo[25]
- The Black Geese[25]

### Научно-популярные работы
- The Language of Clothes (1981)[10]
- Don't Tell the Grown-Ups (1990)[10]
- Familiar Spirits (2001)[10]
- Boys and Girls Forever (2003)[10]
- The Language of Houses: How Buildings Speak to Us (2014):[26]
- Words and Worlds: From Autobiographies to Zippers (2019)[27]

## Награды и почести
- 1963–1964: Стипендиат Фонда Яддо[англ.][13]
- 1965: Стипендиат Фонда Гуггенхайма[англ.][28]
- 1966: Стипендиат Фонда Яддо[13]
- 1967: Стипендиат Фонда Рокфеллера[27]
- 1978: Литературная премия Американской академии искусств и литературы[27]
- 1985: Пулитцеровская премия за художественную литературу[13]
- 1989: Prix Femina Étranger[англ.][29]
- 1989: избрана членом Американской академии искусств и литературы[30]
- 2005: избрана членом Американской академии искусств и наук[31]
- 2006: Почётная степень Оксфордского университета[32]
- 2007: Почётная степень Ноттингемского университета[33]
- 2012–2014: Писатель штата Нью-Йорк[34]